# Apertura numerica
L'apertura numerica, N.A., NA AN o AN in ottica è un parametro (un numero adimensionale) che indica il massimo angolo utile al sistema (obiettivo, condensatore ottico o altro) per ricevere o emettere luce. La definizione precisa è differente nelle varie branche della materia come microscopia, fibre ottiche, ottica dei laser.

## Concetti generali
In fotografia e nell'ottica dei telescopi, dove generalmente i mezzi di osservazione sono l'aria o il vuoto l'apertura numerica invece non viene utilizzata e viene sostituita dall'apertura relativa o rapporto focale.
L'apertura numerica solitamente è indicata da {\displaystyle NA} ed è definita come 
{\displaystyle NA=n\operatorname {sen} {\frac {a}{2}}}
dove n è l'indice di rifrazione del mezzo in cui opera la lente, ed {\displaystyle {\frac {a}{2}}} è l'apertura angolare della lente, cioè il semiangolo del cono di luce che entra nell'ottica, spesso indicato anche con {\displaystyle \theta }.

## Microscopia
L'apertura numerica è un parametro fondamentale in microscopia, ed è direttamente correlata con il potere risolutivo dell'ottica in questione. Più alta è {\displaystyle NA}, migliore, a parità di focale, è l'ottica. Il limite teorico dell'angolo del cono di luce, 180°, non è mai raggiungibile ed in pratica il valore massimo è circa 143°. Per aumentare il valore di {\displaystyle NA} si interviene spesso sul mezzo, utilizzando, anziché l'aria, olii naturali o sintetici, di indice di rifrazione più alto ed il più possibile vicino a quello del vetro (del vetrino coprioggetti e delle lenti), con l'ulteriore vantaggio di eliminare il passaggio della luce tra mezzi diversi con relative diffusioni e riflessioni. Per contro, un aumento dell'apertura esalta eventuali aberrazioni ottiche e, come in fotografia, riduce la profondità di campo. Per ovviare a quest'ultimo aspetto, per particolari situazioni di osservazione e negli strumenti di fascia alta, esistono obbiettivi microscopici con diaframma di apertura variabile.

## Laser
Nell'ottica dei laser, dove il fascio altamente coerente della luce emessa in realtà (seppur lievemente) diverge linearmente con la distanza, la NA viene definita come
{\displaystyle NA=n\operatorname {sen} \theta }
ma θ qui ha un differente significato. Il fascio laser non ha un confine netto, ma mostra un profilo tipicamente gaussiano con massima luminosità al centro del fascio. θ è la divergenza del fascio: l'angolo di campo remoto tra la direzione di propagazione e la distanza dall'asse del fascio dove l'irradiamento scende a 1/e² volte l'irradiamento totale del fronte d'onda. l'{\displaystyle NA} di un laser a profilo Gaussiano è correlata col suo minimo diametro del fascio da
{\displaystyle \mathrm {NA} \simeq {\frac {2\lambda _{0}}{n\pi D}},}
dove λ0 è la lunghezza d'onda nel vuoto della luce emessa e D è il diametro del fascio in uscita (lo spot minimo) limitato come precedentemente al punto di irradiamento 1/e².

## Fibre ottiche

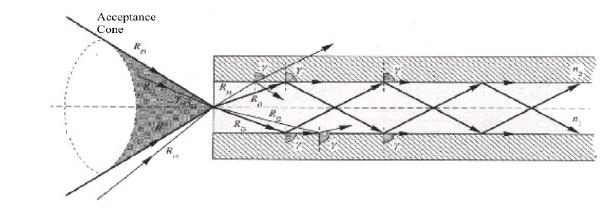
Fibre ottiche

Nelle fibre ottiche l'apertura numerica è strettamente legata all'ampiezza del cono di accettazione per avere riflessione totale in fibra ed è data da:

{\displaystyle NA=(n_{1}^{2}-n_{2}^{2})^{1/2}=n_{0}\operatorname {sen} {\frac {a}{2}}}

dove

{\displaystyle n_{0}=} indice di rifrazione del fluido esterno (normalmente aria, circa 1)

{\displaystyle n_{1}=} indice di rifrazione del core

{\displaystyle n_{2}=} indice di rifrazione del cladding